# United World Colleges
Die United World Colleges (UWC) sind eine Bildungsbewegung, der derzeit 18 internationale Schulen angehören, an denen Schüler aus über 120 Ländern koedukativ für zwei Jahre gemeinsam lernen und zusammenleben. Sie beenden ihre Schulausbildung mit einem international anerkannten Abschluss.

## Ziele
Das von Kurt Hahn entworfene Schulkonzept der United World Colleges hat zum Ziel, junge Menschen durch internationale Bildung, Gemeinschaftserlebnisse und soziales Engagement zu mehr Toleranz und Verantwortung zu erziehen. Dabei stehen die Schulen unter dem Leitmotto „UWC makes education a force to unite people, nations and cultures for peace and a sustainable future“ – zu Deutsch „UWC macht Bildung zu einer Kraft um Menschen, Nationen und Kulturen für Frieden und eine nachhaltige Zukunft zu vereinen“.
Zwischen 1962 und 2019 wurden 19 United World Colleges gegründet oder in die Gruppe der UWCs aufgenommen. Jede Schule hat zwischen 155 und 5300 Schüler, die ihre Ausbildung am UWC im Alter von 15 bis 19 Jahren beginnen und zwei Jahre später mit dem (in Deutschland unter bestimmten Auflagen als dem Abitur gleichwertig anerkannten) International-Baccalaureate-Diploma abschließen. Die Auswahl von Schülern für die United World Colleges erfolgt durch nationale UWC-Komitees in den jeweiligen Heimatländern. Obwohl sich die Auswahlverfahren von Land zu Land unterscheiden, haben alle United World Colleges das Ziel, Schüler nach akademischen Leistungen, sozialem Engagement sowie Persönlichkeit und Reife auszuwählen, unabhängig von finanziellen Mitteln. Bei Bedarf werden Teil- oder Vollstipendien vergeben. In Deutschland ist die Deutsche Stiftung UWC verantwortlich für die Auswahl der Schüler.

## Geschichte
Die Idee geht zurück auf den deutschen Pädagogen Kurt Hahn. Hahn, der zuvor bereits an der Gründung der deutschen Internatsschulen Schloss Salem, Birklehof und Stiftung Louisenlund beteiligt gewesen war, wurde 1956 als Redner an das NATO-Verteidigungskolleg eingeladen. Dort erlebte er die Kooperation und Freundschaft von Menschen aus Ländern, die noch vor kurzem im Zweiten Weltkrieg verfeindet gewesen waren. Hahn hatte die Idee, junge Menschen auf ähnliche Art und Weise zusammenzubringen, um so beispielsweise die Feindseligkeit des Kalten Krieges zu überwinden.
Mit Kollegen – von denen viele aus dem Militär stammten – entwickelte Hahn die Idee der United World Colleges. Gefördert durch großzügige Spenden (u. a. von dem französischen Kaufmann Antonin Besse) und inspiriert von Hahns Ideen gelang es 1960 einer Gruppe um Admiral Desmond Hoare und Marshal Sir Lawrance Darvall, das St. Donat’s Castle, ein Schloss in Wales, zu erwerben und dort 1962 das Atlantic College zu eröffnen und nach Hahns Konzepten zu betreiben.
1971 wurde unter Mithilfe von Lord Louis Mountbatten (Präsident von UWC von 1967 bis 1978) die neu eröffnete internationale Schule in Singapur demselben Schulkonzept unterstellt, 1974 wurde in Kanada das „Lester B. Pearson United World College of the Pacific“ gegründet – im Gedenken an den kanadischen Premierminister und Friedensnobelpreisträger Lester Pearson, der seit einem Besuch am Atlantic College von einer ähnlichen Schule in Kanada geträumt hatte. In den folgenden 30 Jahren öffneten 11 weitere United World Colleges.
Hahn plante auch für Deutschland eine Schule; sie scheiterte an den Finanzen und dem Bund-Länder-Kompetenzstreit. Zunächst konnte Hahn auf die Unterstützung der Banker Hermann Josef Abs und Eric M. Warburg sowie des damaligen Staatssekretärs im Bundespräsidialamt Hans-Heinrich Herwarth von Bittenfeld zählen. Die drei suchten 1961 Bundeskanzler Konrad Adenauer auf und konnten ihn überzeugen, Mittel aus dem Bundeshaushalt zu geben. Die Zuschüsse stiegen Jahr für Jahr bis auf 400.000 Mark. Dazu kamen jährlich Spenden von durchschnittlich 100.000 Mark. 1986 weigerte sich dann das Bundesministerium der Finanzen aufgrund der Kulturhoheit der Länder, das Projekt weiter zu finanzieren. Eine zweite Schwierigkeit war die Anerkennung des Abschlusses nach zwölf Jahren; deutsche Schüler eines United World College konnten daher jahrelang nicht sicher sein, dass die Kultusministerkonferenz ihren Abschluss als Abitur anerkennen würden. Die dritte Schwierigkeit war, ein Bundesland und einen Ort zu finden; man entschied sich schließlich für Edenkoben und konnte das Kultusministerium in Rheinland-Pfalz überzeugen, aber das Projekt scheiterte schließlich.
Im August 2014 wurde jedoch mit dem UWC Robert Bosch College in Freiburg, Baden-Württemberg, das erste deutsche United World College eröffnet. Es befindet sich auf dem Gelände der Freiburger Kartause, einem ehemaligen Kloster des Kartäuserordens.

## Schulkonzept

### Unterricht
Der Unterricht erfolgt nach den Richtlinien des International Baccalaureate Diploma (IB). Diese schreiben vor, dass sechs Fächer aus fünf verschiedenen Themenbereichen (Mathematik, Literatur, Fremdsprache, Naturwissenschaft, Gesellschaftswissenschaft) belegt werden. Jeweils drei dieser Fächer werden auf einem intensiveren Niveau („Higher Level“), die drei restlichen auf einem weniger intensiven Niveau („Standard Level“) belegt. Zusätzlich belegen die Schüler einen Kurs in „Wissenstheorie“ („Theory of Knowledge“), eine Art Einführung in die Philosophie mit Schwerpunkt Wissenschaftstheorie und verfassen eine Facharbeit, ein sogenanntes „Extended Essay“.
Der IB-Abschluss wird in Deutschland unter bestimmten Auflagen der Kultusministerkonferenz als dem Abitur gleichwertig anerkannt. Die Umrechnung der im IB erreichten Punktzahl auf eine Deutsche Abiturnote erfolgt aufgrund einer von der Kultusministerkonferenz 1979 festgelegten Formel. Am mittlerweile geschlossenen Simón Bolívar UWC of Agriculture in Venezuela (es wurden nur Schüler aus Lateinamerika an dieser Schule angenommen, eine Bewerbung z. B. aus Deutschland ist nicht möglich) wurde statt des IB ein landwirtschaftlich orientierter Abschluss angeboten.

### Außerschulische Aktivitäten
Außerschulische Aktivitäten spielen in den United World Colleges eine ähnlich bedeutende Rolle wie der Unterricht. Der Nachweis von mindestens 200 Stunden an Aktivitäten aus mindestens drei Bereichen (Kreativität, Sport und Community Service) ist verpflichtende Bedingung für den Erhalt eines IB-Diploms. Das Angebot unterscheidet sich von Schule zu Schule, ist aber überall sehr breit gefächert. So wird am Atlantic College in Wales ein Küstenrettungsdienst betrieben, am Mahindra United World College in Indien wird klassischer indischer Tanz unterrichtet und am Waterford Kamhlaba in Eswatini bieten Schüler einen Kurs in Textildruck für arbeitslose Frauen an, bauen Häuser für Obdachlose oder leisten Aidsaufklärung an Schulen in der Umgebung.

### Kultureller Austausch
Im täglichen Leben am UWC kommen Schüler in Kontakt mit Mitschülern aus etwa 80 bis 90 Ländern. Darüber hinaus veranstalten die Colleges regelmäßig Abende, an denen ein Kontinent oder eine Region im Mittelpunkt steht und von den Schülern aus diesem Gebiet durch Speisen, Musik und Theaterstücke vorgestellt wird.
Das Gastland hat üblicherweise einen starken kulturellen Einfluss auf die Colleges – am Mahindra United World College in Indien werden beispielsweise hinduistische Feiertage gefeiert und die Landessprache Hindi kann als Unterrichtsfach gewählt werden, am UWC Red Cross Nordic in Norwegen stammt etwa ein Drittel der Schülerschaft aus skandinavischen Ländern.

## Organisation

### Organisationsstruktur
In mehr als 150 Ländern existieren nationale UWC-Komitees oder Kontaktstellen, die sich unter anderem um die Auswahl von Schülern und die Finanzierung von Stipendien kümmern und in denen viele UWC-Absolventen ehrenamtlich aktiv sind. Die einzelnen Schulen sind weitgehend unabhängig und werden meist von Aufsichtsgremien geleitet.
Auf internationaler Ebene koordiniert das internationale Büro (International Office) der UWC-Bewegung in London die Arbeit von Schulen und nationalen Komitees. Präsidentin der UWC-Bewegung ist Königin Nūr von Jordanien, Ehrenpräsident war Friedensnobelpreisträger Nelson Mandela.

### Bewerbung
Die Auswahl von Schülern für die Schulen übernehmen die nationalen Komitees. In Deutschland können sich über die Deutsche Stiftung UWC Schüler bewerben, die, unabhängig von ihrer Schulform, mindestens die zehnte Jahrgangsstufe besuchen und zu Collegebeginn noch nicht 18 Jahre alt sind. Auf eine schriftliche Vorauswahl über ein Online-Bewerbungsportal folgt ein die Hauptauswahl in Form eines Auswahlwochenendes mit Gruppenaufgaben und Einzelgesprächen.
Auch in Österreich und in der Schweiz gibt es nationale Komitees.

## Colleges
Im Jahr 2020 existieren weltweit 18 UWC-Schulen:
- UWC Atlantic in Llantwit Major, Wales (gegr. 1962)
- Lester B. Pearson United World College of the Pacific in Victoria, Kanada (gegr. 1974)
- United World College of South East Asia in Singapur (gegr. 1971 als Singapore International School, UWC seit 1975)
- Waterford Kamhlaba in Sidwashini bei Mbabane, Eswatini (gegr. 1963 als Waterford School, UWC seit 1981)
- United World College–USA in Montezuma, New Mexico, Vereinigte Staaten (gegr. 1982)
- United World College of the Adriatic in Duino, Italien (gegr. 1982)
- Li Po Chun College in Hongkong (gegr. 1993)
- United World College Red Cross Nordic in Flekke, Norwegen (gegr. 1995)
- Mahindra United World College of India in Paud bei Pune, Indien (gegr. 1997)
- Colegio del Mundo Unido Costa Rica in Santa Ana, Costa Rica, (gegr. 2006)
- United World College in Mostar, Bosnien und Herzegowina, (gegr. 2006)
- United World College Maastricht in den Niederlanden (gegr. 2009)
- UWC Dilijan College in Dilidschan, Armenien (gegr. 2014)[7]
- UWC Robert Bosch College in Freiburg im Breisgau, Deutschland (gegr. 2014)[8]
- United World College Changshu China in Changshu, China (gegr. 2015)[9]
- United World College Thailand in Thalang, Thailand (gegr. 2008 als Phuket International Academy Day School, UWC seit 2016)
- United World College ISAK Japan in Karuizawa, Japan (gegr. 2014 als International School of Asia, Karuizawa – ISAK, UWC seit 2016)
- United World College East Africa in Moshi und in Arusha, Tansania (gegr. 1969 als International School Moshi, UWC ab 2019)[10]

Das Simón Bolívar United World College of Agriculture in Venezuela, gegr. 1987, wurde 2012 durch die venezolanische Regierung geschlossen. Die dortige Schule ist inzwischen eine staatliche technische Hochschule.

## Short Courses / Short Programmes
UWC Short Courses (oder auch Short Programmes) sind Sommerferienprogramme, die meist eine Dauer von 1–3 Wochen haben. Sie sind Teil der UWC-Bewegung und verfolgen dieselben Ziele und Ideale. In der Zeit geht es darum, sich in einer multi-kulturellen Gruppe von ca. 40–100 Schülern mit einem Thema intensiv auseinanderzusetzen und Sachverhalte durch Vorträge, Aufgaben und Exkursionen zu erarbeiten. Es werden politische, ethnische, umweltpolitische oder wirtschaftliche Gegebenheiten thematisiert. Oft finden die Kurse an sozialen Brennpunkten statt und behandeln regionale Probleme, sodass die Teilnehmer Erfahrungen aus erster Hand sammeln. Die angebotenen Seminare werden nicht zwangsläufig jedes Jahr angeboten, außerdem können sich die Themen und/oder Orte ändern.

### Orte und Themen
| Ort              | Thema |
| ---------------- | --- |
| Armenien         | „Social and environmental development in Armenia“                                                                             |
| Österreich       | „Acting for Peace“ |
| Kanada, Pearson  | „Pearson Seminar in Youth Leadership“                                                                                         |
| Costa Rica       | „Geared up: University Counseling & Culture in Costa Rica“ / „Leaders for Change: How to be an entrepreneur before you're 20“ |
| China, Hong Kong | „Sino-Japan Youth Conference“                                                                                                 |
| Indien           | „Youth, Environment and Sustainability“ / „Religion in India“ / „Encounter India“                                             |
| Israel           | „Arava Valley of Peace summer course“                                                                                         |
| Mexiko           | „¡Integrando a México!“ |
| Mostar           | „Peace by Piece“ |
| Shetland-Inseln  | „Youth for Community“ |
| Spanien          | „Action x Change“ |
| Niederlande      | „UWC Summer Xperience“ |
| Türkei           | „Living Together at the Crossroads: Building Bridges between Europe and the Middle East“                                      |
| USA              | „Global Leadership Forum“ / „United World of Soccer Camp“ / „Summer Wilderness Trips“                                         |
| Online UWC       | „Sustainability Challenges“                                                                                                   |

### Teilnehmer
Jeder Short Course wird etwas anders organisiert, aber im Wesentlichen leiten die Organisatoren des Short Course Platzangebote an die jeweiligen Auswahlkomitees der Länder weiter, welche die Teilnehmer auswählen. In Deutschland werden diese von der Deutschen Stiftung UWC ausgewählt. Hier werden die Plätze für die Short Courses meistens Bewerbern angeboten, denen bei der Auswahl nur knapp kein Platz an einem UWC angeboten werden konnte. Absolventen von Short Course Programmen werden als UWC-Alumni gesehen und werden Teil der globalen UWC-Gemeinschaft.

### Finanzierung
Die Kosten variieren von Kurs zu Kurs, allerdings gibt es grundsätzlich die Möglichkeit, von den Fördermitteln der Deutschen Stiftung UWC zu profitieren, falls man die Kosten allein nicht tragen kann.

## Alumni

### Politik
- Willem-Alexander (* 1967), König der Niederlande
- Ian Khama (* 1953), Präsident von Botswana
- Douglas Alexander (* 1967), Abgeordneter des House of Commons und Schatten Außenminister, von 2007 bis 2010 Minister für Internationale Entwicklung im Kabinett Gordon Browns
- Lene Espersen (* 1965), von 2010 bis 2011 Außenministerin von Dänemark
- Eluned Morgan (* 1967), walisische Politikerin, von 1994 bis 2009 Mitglied des Europäischen Parlaments und seit 2011 Mitglied des House of Lords
- Jakob von Weizsäcker (* 1970), deutscher Ökonom und Politiker seit 2014 Mitglied des Europäischen Parlaments
- Julie Payette (* 1963), ehemalige Astronautin und Generalgouverneurin von Kanada
- Leonor von Spanien (* 2005), Kronprinzessin von Spanien

### Andere
- Ghil’ad Zuckermann (* 1971), Sprachwissenschaftler, Professor für Linguistik